# Роксана

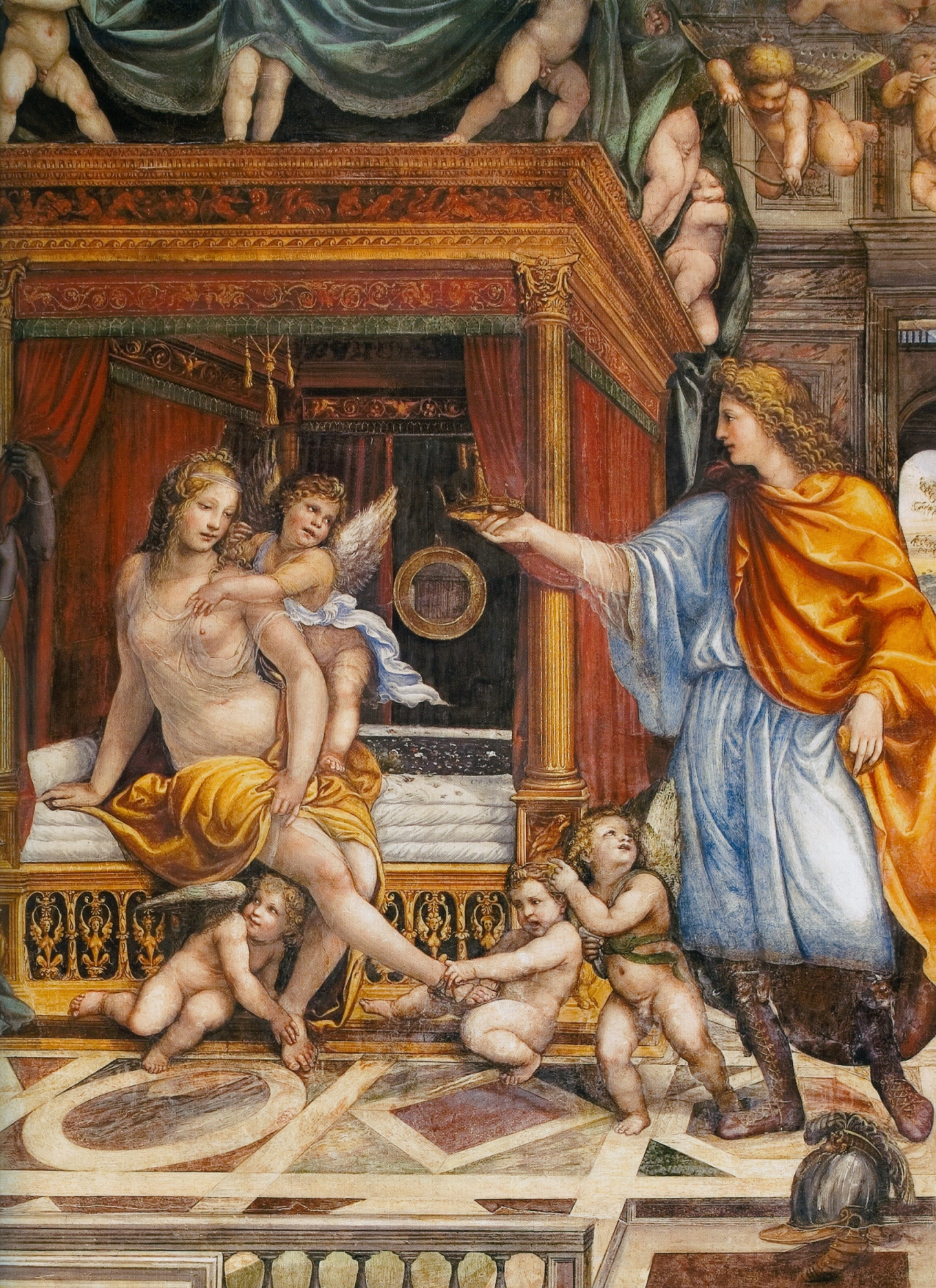
Брак Александра и Роксаны, Содома

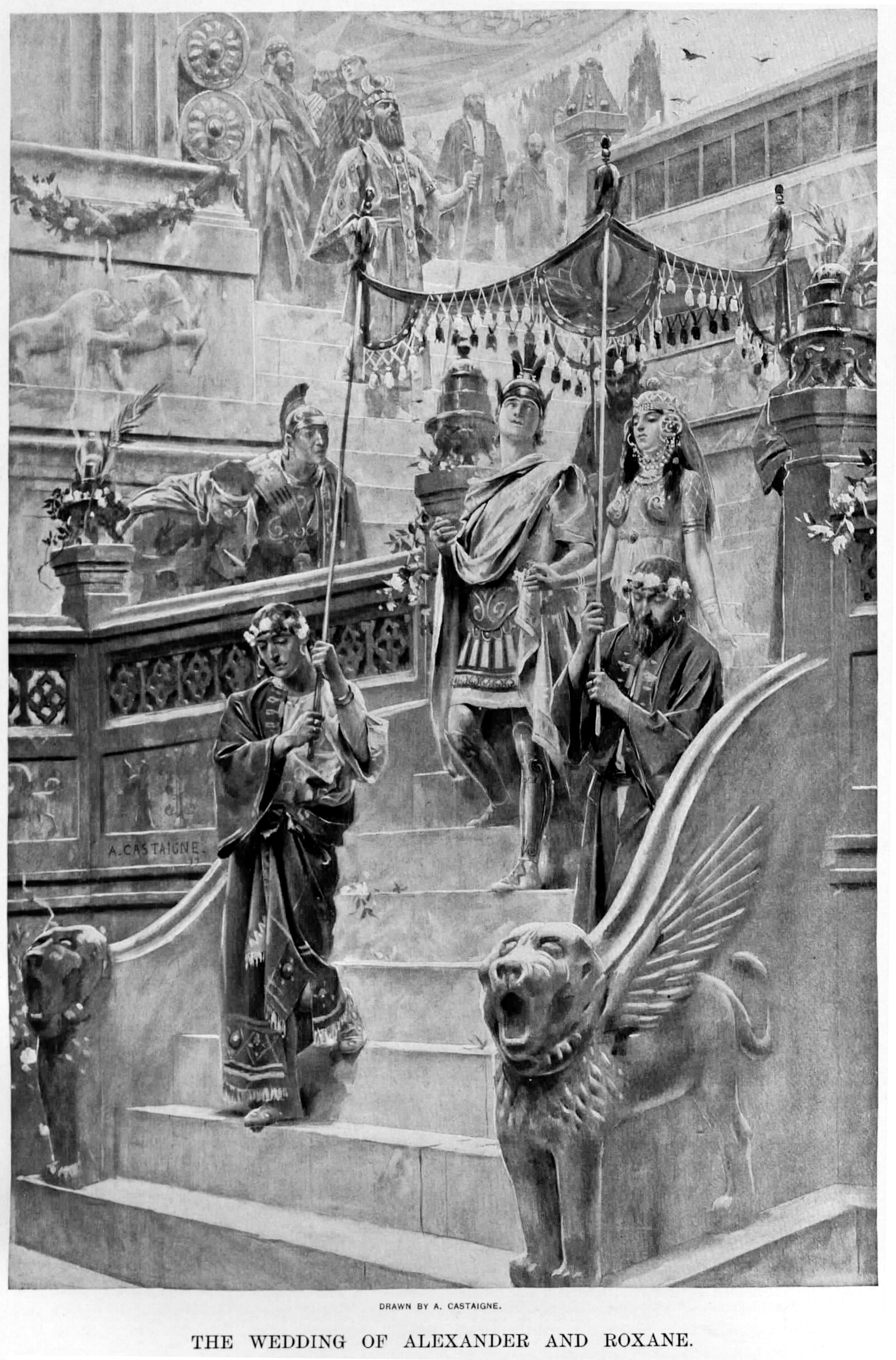
Свадьба Александра и Роксаны, Андре Кастань (1898-1899)

Роксана (авест. Raoxšna; др.-греч. Ῥωξάνη; лат. Roxana; перс. روشنک‎ Rōšanak; тадж. Рушанак; от др.иран. *Raṷxšnā- «сияющая»),  ок. 342 — 309 года до н. э.) — согдийская или бактрийская принцесса, жена Александра Македонского.

## Биография
Роксана родилась около 340 года до н.э. в семье местного бактрийского вельможи по имени Оксиарт, который служил Бессу, сатрапу Бактрии и Согдианы. При приближении войск Александра Великого Оксиарт отправил жён и детей в неприступную крепость, именуемую Скалой Согдианы. Однако под натиском македонян крепость сдалась в 327 до н. э. и все её обитатели, включая жён и детей Оксиарта, оказались пленниками Александра. Греческий писатель Арриан так рассказывает о судьбе одной из пленниц:

«Одну из этих дочерей звали Роксана. Она была девушка на выданье, и те, кто принимал участие в походе, повторяли, что она была прекраснейшая из женщин, которых они видели в Азии, исключая одну только жену Дария. Александр влюбился в неё с первого взгляда, но, хотя она была пленницей, отказался из-за страстного влечения к ней взять её силой, и снизошел до женитьбы на ней.»

Опираясь на это свидетельство, историки оценивают возраст Роксаны в 14—16 лет. Курций пишет, что Александр заметил Роксану на роскошном пиру, куда её привел отец вместе с 30 другими знатными девушками для развлечения царя. Свита царя выражала скрытое недовольство: «…царь Азии и Европы взял себе в жёны девушку, приведённую для увеселения на пиру, с тем, чтобы от неё родился тот, кто будет повелевать победителями».

Кроме пылкого увлечения брак с Роксаной был продуманным политическим шагом Александра. Плутарх комментирует: 

«И его брак с Роксаной, красивой и цветущей девушкой, в которую он однажды влюбился, увидев её в хороводе на пиру, как всем казалось, вполне соответствовал его замыслу, ибо брак этот сблизил Александра с варварами, и они прониклись к нему доверием и горячо полюбили его за то, что он проявил величайшую воздержанность и не захотел незаконно овладеть даже той единственной женщиной, которая покорила его.»

Роксана сопровождала Александра в его походе в Индию и возвращении в Вавилон (326—324 г. до н. э.). Согласно позднему свидетельству, во время индийского похода умер новорождённый сын Роксаны и Александра. По возвращении из похода романтические чувства Александра к бактрийской княжне, возможно, ослабли, и он женился на Статире, дочери персидского царя Дария и ещё одной персиянке царских кровей.
В 323 году до н. э. Александр внезапно умер, оставив Роксану беременной, а спустя месяц после его смерти она родила сына, назвав его Александром. Оставшись без единственного защитника, юная бактрийка и младенец Александр оказались в центре политических интриг распадавшейся империи. Бактрийская принцесса не отличалась кротким нравом, с одобрения регента Пердикки она убила Статиру. По словам Плутарха, «до крайности ревнивая и страстно ненавидевшая Статиру, она при помощи подложного письма заманила её и её сестру к себе, обеих убила, бросила трупы в колодец и засыпала землёй.»
После гибели Пердикки Роксана с сыном жили в македонском городе Амфиполе под опекой Антипатра. После его смерти, видимо, рассорившись с Эвридикой, женой номинального македонского царя Филиппа Арридея, в 318 до н. э. они перебрались в Эпир под покровительство матери Александра Великого Олимпиады и вместе с ней вошли в Македонию во главе войска. Македоняне боготворили Александра Великого. Увидев его мать, сына-наследника и жену, они вручили им, а вернее Олимпиаде, власть над Македонией, которой та не смогла распорядиться. Меньше чем через год сын Антипатра Кассандр осадил Олимпиаду в Пидне, при ней в крепости находились и Роксана с сыном.
В 316 г. до н. э. Олимпиада была казнена диадохом Кассандром, а Роксану с сыном заперли в крепости Амфиполя, лишив царских привилегий.
Сын Роксаны подрастал и мог вскоре претендовать на престол, пользуясь славой отца и поддержкой влиятельных врагов Кассандра. По его приказу 14-летний мальчик и его мать Роксана были тайно убиты в 309 г. до н. э.

## Почести
В честь Роксаны назван астероид (317) Роксана, открытый в 1891 году.